# WWE SmackDown
WWE SmackDown (također se spominje kao SmackDown Live ili jednostavnije SmackDown) je televizijski program profesionalnog hrvanja koji je debitirao 29. travnja 1999. je jedan od tri vodećih glavnih emisija, zajedno s Rawom i NXT-ijem. SmackDown se trenutno emitira utorkom navečer na USA Network. Vratit će se na popularnu američku kabelsku televiziju Fox 4. listopada 2019. ispunjavajući televizijski raspored petkom navečer. Emisija se prvo emitirala četvrtkom navečer, ali se pocela emitirati petkom početkom 9. rujna 2005. kako bi se 15. siječnja 2015. opet emitirala četvrtkom. Pomaknuli su emitirati uživo, 19. srpnja 2016. su prebacili emitiranje emisije u utorak navečer.
SmackDown! je debitirao u SAD-u na TV kanalu UPN 29. travnja 1999., ali je nakon spajanja UPN-a i WB-a SmackDown krenuo s emitiranjem u rujnu 2006. na The CW kanalu. Emisija se potom u listopadu 2008. počela emitirati na televijskom kanalu MyNetworkTV, pa potom na SyFy-iju 1. listopada 2010. godine kako bi se na kraju emitirala USA Network 7. siječnja 2016. Od 3. ožujka 2017. sve epizode ove emisije dostupne su za ponovno gledanje preko WWE Networka.
SmackDown se do danas emitirao u 163 stadiona, u 148 gradova, u sedam država (u Sjedinjenim Državama, Kanadi, UK-u, Iraku u 2003. i 2004. za svrhe Tribute to the Troops, Japanu u 2005., Italiji u 2007. i Meksiku u 2011.). Pritom se emisija prilagodila prema lokalnom vremenu u svakoj zemlji koja je dosad bila (nekoliko sati ranije zbog Britaniji, dan prije zbog Australije, Singapura i Filipina) zbog vremensje razlike. Za međunarodni prijenos pogledajte ispod. 
Emisija je proslavila svoju petnaestu godišnjicu 10. listopada 2014. te svoju ljubilarnu 1000. epizodu 16. listopada 2018..

## Vanjske poveznice
|  | Zajednički poslužitelj ima još gradiva o temi WWE SmackDown |